# Ураусу
Ураусу (јап. 浦臼町) је варош у Јапану у префектури Хокаидо и субпрефектури Сорачи у области Кабато. Према попису становништва из 2016. у граду је живело 1.983 становника.

## Становништво
Према подацима са пописа, у граду је 2016. године живело 1.983 становника.